# Komlan Assignon
Komlan Assignon (Lomé, Togo, 21 de enero de 1974) es un exfutbolista de Togo que jugaba en la posición de centrocampista. Es el padre del también futbolista Lorenz Assignon.

## Carrera

### Club
| Periodo   | Club                   |
| --------- | ---------------------- |
| 1991–1996 | AS Cannes B            |
| 1996–2000 | AS Cannes              |
| 1997–1998 | → AS Cannes B (cedido) |
| 2000–2001 | AS Beauvais Oise       |
| 2001–2002 | US Créteil             |
| 2002–2003 | Stade Poitevin FC      |
| 2003–2004 | Al Jahra SC            |

### Selección nacional
Jugó para Togo en 20 ocasiones de 1997 a 2002 y anotó cuatro goles; participó en tres ediciones de la Copa Africana de Naciones.